# Westfalit
Westfalit – niemiecki materiał wybuchowy, mieszanina 91% azotanu amonu, 5% żywicy i 4% azotanu potasu.